# Доленє Радулє
Доленє Радулє (словен. Dolenje Radulje) — поселення в общині Шкоцян, регіон Південно-Східна Словенія, Словенія.